# Список птахів Лаосу
Це перелік видів птахів, зафіксованих на території Лаосу. Авіфауна Лаосу налічує загалом 772 види, з яких 2 були інтродуковані людьми.

## Позначки
Наступні теги використані для виділення деяких категорій птахів.
- (А) Випадковий — вид, який рідко або випадково трапляється у Лаосі
- (Е) Ендемічий — вид, який є ендеміком Лаосу
- (I) Інтродукований — вид, завезений до Лаосу як наслідок, прямих чи непрямих людських дій

## Гусеподібні(Anseriformes)
Родина: Качкові (Anatidae)
- Свистач індійський, Dendrocygna javanica
- Гуска гірська, Anser indicus
- Гуска сіра, Anser anser
- Гуска китайська, Anser cygnoides
- Качка шишкодзьоба, Sarkidiornis melanotos
- Огар рудий, Tadorna ferruginea
- Галагаз звичайний, Tadorna tadorna
- Чирянка-крихітка індійська, Nettapus coromandelianus
- Мандаринка, Aix galericulata (A)
- Чирянка велика, Spatula querquedula
- Качка далекосхідна, Mareca falcata
- Свищ євразійський, Mareca penelope
- Крижень чорний, Anas poecilorhyncha
- Крижень китайський, Anas zonorhyncha
- Шилохвіст північний, Anas acuta
- Чирянка мала, Anas crecca
- Asarcornis scutulata
- Чернь білоока, Aythya nyroca (A)
- Чернь зеленоголова, Aythya baeri (A)

## Куроподібні(Galliformes)
Родина: Фазанові (Phasianidae)
- Куріпка непальська, Arborophila rufogularis
- Куріпка буровола, Arborophila brunneopectus
- Куріпка зеленонога, Tropicoperdix chloropus
- Аргус чубатий, Rheinardia ocellata
- Павич синьокрилий, Pavo muticus (A)
- Віялохвіст сірий, Polyplectron bicalcaratum
- Перепілка китайська, Synoicus chinensis
- Перепілка японська, Coturnix japonica
- Турач китайський, Francolinus pintadeanus
- Куріпка бамбукова, Bambusicola fytchii
- Курка банківська, Gallus gallus
- Лофур сріблястий, Lophura nycthemera
- Лофур сіамський, Lophura diardi

## Пірникозоподібні(Podicipediformes)
Родина: Пірникозові (Podicipedidae)
- Пірникоза мала, Tachybaptus ruficollis

## Голубоподібні(Columbiformes)
Родина: Голубові (Columbidae)
- Голуб сизий, Columba livia
- Columba hodgsonii
- Голуб непальський, Columba pulchricollis (A)
- Columba punicea
- Горлиця велика, Streptopelia orientalis
- Горлиця садова, Streptopelia decaocto (A)
- Streptopelia tranquebarica
- Горлиця китайська, Spilopelia chinensis
- Горлиця смугастохвоста, Macropygia unchall
- Горлиця яванська, Macropygia ruficeps
- Chalcophaps indica
- Geopelia striata (I)
- Вінаго зеленолобий, Treron bicinctus
- Вінаго світлоголовий, Treron phayrei
- Вінаго індокитайський, Treron curvirostra
- Вінаго жовтошиїй, Treron phoenicopterus
- Вінаго білочеревий, Treron seimundi
- Вінаго гострохвостий, Treron apicauda
- Вінаго клинохвостий, Treron sphenurus
- Вінаго японський, Treron sieboldii
- Пінон малазійський, Ducula aenea
- Пінон гірський, Ducula badia

## Зозулеподібні(Cuculiformes)
Родина: Зозулеві (Cuculidae)
- Зозуля-довгоніг велика, Carpococcyx renauldi
- Коукал рудокрилий, Centropus sinensis
- Коукал малий, Centropus bengalensis
- Кокиль, Phaenicophaeus tristis
- Зозуля каштановокрила, Clamator coromandus
- Eudynamys scolopacea
- Дідрик смарагдовий, Chrysococcyx maculatus
- Дідрик фіолетовий, Chrysococcyx xanthorhynchus
- Кукавка смугаста, Cacomantis sonneratii
- Кукавка сіровола, Cacomantis merulinus
- Зозуля-дронго азійська, Surniculus lugubris
- Зозуля вусата, Hierococcyx vagans (A)
- Зозуля велика, Hierococcyx sparverioides
- Зозуля рудовола, Hierococcyx hyperythrus
- Зозуля індокитайська, Hierococcyx nisicolor
- Зозуля мала, Cuculus poliocephalus
- Зозуля короткокрила, Cuculus micropterus
- Зозуля глуха, Cuculus saturatus
- Зозуля звичайна, Cuculus canorus

## Дрімлюгоподібні(Caprimulgiformes)
Родина: Білоногові (Podargidae)
- Корнудо довгохвостий, Batrachostomus hodgsoni
- Корнудо індокитайський, Batrachostomus affinis

Родина: Дрімлюгові (Caprimulgidae)
- Ночнар південний, Lyncornis macrotis
- Дрімлюга маньчжурський, Caprimulgus jotaka
- Дрімлюга великохвостий, Caprimulgus macrurus
- Дрімлюга індійський, Caprimulgus asiaticus
- Дрімлюга савановий, Caprimulgus affinis

## Серпокрильцеподібні(Apodiformes)
Родина: Серпокрильцеві (Apodidae)
- Колючохвіст білогорлий, Hirundapus caudacutus
- Колючохвіст бурогорлий, Hirundapus cochinchinensis
- Колючохвіст великий, Hirundapus giganteus
- Салангана гімалайська, Aerodramus brevirostris
- Салангана сундайська, Aerodramus fuciphagus
- Салангана калімантанська, Aerodramus germani
- Серпокрилець сибірський, Apus pacificus
- Серпокрилець таїландський, Apus cooki
- Серпокрилець непальський, Apus nipalensis
- Серпокрилець південноазійський, Cypsiurus balasiensis

Родина: Клехові (Hemiprocnidae)
- Клехо індійський, Hemiprocne coronata

## Журавлеподібні(Gruiformes)
Родина: Пастушкові (Rallidae)
- Пастушок східний, Rallus indicus (A)
- Пастушок рудоголовий, Lewinia striata
- Курочка водяна, Gallinula chloropus
- Лиска звичайна, Fulica atra
- Султанка сіроголова, Porphyrio poliocephalus
- Курочка рогата, Gallicrex cinerea
- Багновик білогрудий, Amaurornis phoenicurus
- Погонич білобровий, Poliolimnas cinereus (A)
- Погонич червононогий, Rallina fasciata
- Погонич сіроногий, Rallina eurizonoides
- Погонич індійський, Zapornia fusca
- Погонич-крихітка, Zapornia pusilla
- Багновик чорнохвостий, Zapornia bicolor

Родина: Лапчастоногові (Heliornithidae)
- Лапчастоніг азійський, Heliopais personata

Родина: Журавлеві (Gruidae)
- Журавель індійський,  Antigone antigone

## Сивкоподібні(Charadriiformes)
Родина: Лежневі (Burhinidae)
- Лежень індійський, Burhinus indicus (A)
- Лежень великий, Esacus recurvirostris (A)

Родина: Чоботарові (Recurvirostridae)
- Кулик-довгоніг чорнокрилий, Himantopus himantopus

Родина: Сивкові (Charadriidae)
- Сивка морська, Pluvialis squatarola (A)
- Сивка бурокрила, Pluvialis fulva
- Чайка чубата, Vanellus vanellus
- Чайка річкова, Vanellus duvaucelii (A)
- Чайка сіра, Vanellus cinereus
- Чайка індійська, Vanellus indicus (A)
- Пісочник монгольський, Charadrius mongolus (A)
- Пісочник товстодзьобий, Charadrius leschenaultii (A)
- Пісочник морський, Charadrius alexandrinus
- Charadrius dealbatus
- Пісочник великий, Charadrius hiaticula (A)
- Пісочник усурійський, Charadrius placidus
- Пісочник малий, Charadrius dubius
- Пісочник довгоногий, Charadrius veredus (A)

Родина: Мальованцеві (Rostratulidae)
- Мальованець афро-азійський, Rostratula benghalensis

Родина: Яканові (Jacanidae)
- Якана довгохвоста, Hydrophasianus chirurgus
- Якана білоброва, Metopidius indicus

Родина: Баранцеві (Scolopacidae)
- Кульон середній, Numenius phaeopus (A)
- Кульон великий, Numenius arquata (A)
- Грицик великий, Limosa limosa (A)
- Крем'яшник звичайний, Arenaria interpres (A)
- Брижач, Calidris pugnax
- Побережник червоногрудий, Calidris ferruginea (A)
- Побережник білохвостий, Calidris temminckii
- Побережник довгопалий, Calidris subminuta
- Побережник рудоголовий, Calidris ruficollis (A)
- Побережник білий, Calidris alba (A)
- Побережник чорногрудий, Calidris alpina
- Слуква лісова, Scolopax rusticola
- Баранець гімалайський, Gallinago nemoricola (A)
- Баранець звичайний, Gallinago gallinago
- Баранець азійський, Gallinago stenura
- Баранець лісовий, Gallinago megala (A)
- Мородунка, Xenus cinereus
- Плавунець круглодзьобий, Phalaropus lobatus (A)
- Набережник палеарктичний, Actitis hypoleucos
- Коловодник лісовий, Tringa ochropus
- Коловодник попелястий, Tringa brevipes (A)
- Коловодник чорний, Tringa erythropus
- Коловодник великий, Tringa nebularia
- Коловодник охотський, Tringa guttifer
- Коловодник ставковий, Tringa stagnatilis (A)
- Коловодник болотяний, Tringa glareola
- Коловодник звичайний, Tringa totanus

Родина: Триперсткові (Turnicidae)
- Триперстка африканська, Turnix sylvatica
- Триперстка жовтонога, Turnix tanki
- Триперстка смугаста, Turnix suscitator

Родина: Дерихвостові (Glareolidae)
- Дерихвіст забайкальський, Glareola maldivarum
- Дерихвіст малий, Glareola lactea

Родина: Мартинові (Laridae)
- Мартин звичайний, Chroicocephalus ridibundus (A)
- Мартин буроголовий, Chroicocephalus brunnicephalus
- Мартин каспійський, Ichthyaetus ichthyaetus
- Мартин чорнокрилий, Larus fuscus (A)
- Крячок малий, Sternula albifrons
- Крячок білокрилий, Chlidonias leucopterus
- Крячок білощокий, Chlidonias hybrida (A)
- Крячок чорночеревий, Sterna acuticauda (Ex)
- Крячок індійський, Sterna aurantia (A)
- Крячок жовтодзьобий, Thalasseus bergii
- Водоріз індійський, Rynchops albicollis

## Лелекоподібні(Ciconiiformes)
Родина: Лелекові (Ciconiidae)
- Лелека-молюскоїд індійський, Anastomus oscitans
- Лелека чорний, Ciconia nigra
- Лелека білошиїй, Ciconia episcopus
- Ябіру азійський, Ephippiorhynchus asiaticus
- Марабу яванський, Leptoptilos javanicus
- Марабу індійський, Leptoptilos dubius
- Лелека-тантал індійський, Mycteria leucocephala

## Сулоподібні(Suliformes)
Родина: Фрегатові (Fregatidae)
- Фрегат-арієль, Fregata ariel (A)

Родина: Змієшийкові (Anhingidae)
- Змієшийка чорночерева, Anhinga melanogaster (A)

Родина: Бакланові (Phalacrocoracidae)
- Баклан яванський, Microcarbo niger
- Баклан великий, Phalacrocorax carbo (A)
- Баклан індійський, Phalacrocorax fuscicollis

## Пеліканоподібні(Pelecaniformes)
Родина: Пеліканові (Pelecanidae)
- Пелікан сірий, Pelecanus philippensis

Родина: Чаплеві (Ardeidae)
- Бугай водяний, Botaurus stellaris (A)
- Бугайчик китайський, Ixobrychus sinensis
- Бугайчик амурський, Ixobrychus eurhythmus
- Бугайчик рудий, Ixobrychus cinnamomeus
- Бугайчик чорний, Ixobrychus flavicollis
- Чапля сіра, Ardea cinerea
- Чапля руда, Ardea purpurea
- Чепура велика, Ardea alba
- Чепура середня, Ardea intermedia
- Чепура мала, Egretta garzetta
- Чапля єгипетська, Bubulcus ibis
- Чапля китайська, Ardeola bacchus
- Чапля яванська, Ardeola speciosa (A)
- Чапля мангрова, Butorides striata
- Квак звичайний, Nycticorax nycticorax
- Квак малайський, Gorsachius melanolophus

Родина: Ібісові (Threskiornithidae)
- Коровайка бура, Plegadis falcinellus (A)
- Ібіс сивоперий, Threskiornis melanocephalus
- Ібіс білоплечий, Pseudibis davisoni
- Ібіс гігантський, Pseudibis gigantea

## Яструбоподібні(Accipitriformes)
Родина: Скопові (Pandionidae)
- Скопа, Pandion haliaetus

Родина: Яструбові (Accipitridae)
- Шуліка чорноплечий, Elanus caeruleus
- Осоїд чубатий, Pernis ptilorhynchus
- Шуляк азійський, Aviceda jerdoni
- Шуляк чорний, Aviceda leuphotes
- Sarcogyps calvus
- Гриф чорний, Aegypius monachus (A)
- Сип бенгальський, Gyps bengalensis (Ex?)
- Gyps tenuirostris
- Змієїд чубатий, Spilornis cheela
- Змієїд блакитноногий, Circaetus gallicus (A)
- Орел-чубань гірський, Nisaetus cirrhatus
- Орел-чубань гірський, Nisaetus nipalensis
- Орел-карлик індійський, Lophotriorchis kienerii
- Орел чорний, Ictinaetus malaiensis
- Підорлик великий, Clanga clanga
- Орел-карлик, Hieraaetus pennatus (A)
- Могильник східний, Aquila heliaca
- Орел-карлик яструбиний, Aquila fasciata
- Канюк рудокрилий, Butastur liventer
- Канюк яструбиний, Butastur indicus
- Лунь очеретяний, Circus aeruginosus (A)
- Circus spilonotus
- Лунь польовий, Circus cyaneus (A)
- Circus melanoleucos
- Яструб чубатий, Accipiter trivirgatus
- Яструб туркестанський, Accipiter badius
- Яструб китайський, Accipiter soloensis
- Яструб японський, Accipiter gularis
- Яструб яванський, Accipiter virgatus
- Яструб малий, Accipiter nisus
- Шуліка чорний, Milvus migrans
- Шуліка королівський, Haliastur indus (A)
- Орлан білочеревий, Haliaeetus leucogaster
- Орлан-рибалка малий, Icthyophaga humilis
- Орлан-рибалка великий, Icthyophaga ichthyaetus
- Канюк звичайний, Buteo buteo
- Buteo japonicus

## Совоподібні(Strigiformes)
Родина: Сипухові (Tytonidae)
- Сипуха крапчаста, Tyto alba
- Лехуза вухата, Phodilus badius

Родина: Совові (Strigidae)
- Сплюшка гірська, Otus spilocephalus
- Сплюшка бангладеська, Otus lettia
- Сплюшка східноазійська, Otus sunia
- Пугач непальський, Bubo nipalensis
- Пугач-рибоїд бурий, Ketupa zeylonensis
- Пугач-рибоїд рудий, Ketupa flavipes
- Пугач-рибоїд малазійський, Ketupa ketupu
- Сичик-горобець малий, Taenioptynx brodiei
- Сичик-горобець азійський, Glaucidium cuculoides
- Сич брамінський, Athene brama
- Сова таїландська, Strix seloputo (A)
- Сова бура, Strix leptogrammica
- Сова гімалайська, Strix nivicolum
- Сова вухата, Asio otus
- Сова болотяна, Asio flammeus
- Сова-голконіг далекосхідна, Ninox scutulata

## Трогоноподібні(Trogoniformes)
Родина: Трогонові (Trogonidae)
- Трогон червоноголовий, Harpactes erythrocephalus
- Трогон оливковоголовий, Harpactes oreskios

## Bucerotiformes
Родина: Одудові (Upupidae)
- Одуд, Upupa epops

Родина: Птахи-носороги (Bucerotidae)
- Гомрай дворогий, Buceros bicornis
- Калао білощокий, Anorrhinus austeni
- Птах-носоріг малабарський, Anthracoceros albirostris
- Калао непальський, Aceros nipalensis
- Калао смугастодзьобий, Rhyticeros undulatus

## Сиворакшоподібні(Coraciiformes)
Родина: Рибалочкові (Alcedinidae)
- Рибалочка-геркулес, Alcedo hercules
- Рибалочка блакитний, Alcedo atthis
- Рибалочка темно-синій, Alcedo meninting
- Рибалочка-крихітка трипалий, Ceyx erithaca
- Альціон смугастий, Lacedo pulchella
- Гуріал смарагдовокрилий, Pelargopsis capensis
- Альціон вогнистий, Halcyon coromanda
- Альціон білогрудий, Halcyon smyrnensis
- Альціон чорноголовий, Halcyon pileata
- Альціон білошиїй, Todiamphus chloris
- Рибалочка-чубань азійський, Megaceryle lugubris
- Рибалочка строкатий, Ceryle rudis

Родина: Бджолоїдкові (Meropidae)
- Бджолоїдка велика, Nyctyornis athertoni
- Бджолоїдка мала, Merops orientalis
- Бджолоїдка синьогорла, Merops viridis
- Бджолоїдка синьохвоста, Merops philippinus
- Бджолоїдка індійська, Merops leschenaulti

Родина: Сиворакшові (Coraciidae)
- Сиворакша індокитайська, Coracias affinis
- Широкорот східний, Eurystomus orientalis

## Дятлоподібні(Piciformes)
Родина: Бородастикові (Megalaimidae)
- Бородастик червоноголовий, Psilopogon haemacephalus
- Psilopogon cyanotis
- Бородастик великий, Psilopogon virens
- Бородастик блакитнобровий, Psilopogon lagrandieri
- Бородастик зеленощокий, Psilopogon faiostrictus
- Бородастик смугастий, Psilopogon lineatus
- Бородастик золотогорлий, Psilopogon franklinii
- Psilopogon auricularis
- Бородастик чорновусий, Psilopogon incognitus
- Бородастик блакитнощокий, Psilopogon asiaticus
- Psilopogon annamensis

Родина: Дятлові (Picidae)
- Крутиголовка звичайна, Jynx torquilla (A)
- Добаш індійський, Picumnus innominatus
- Добаш білобровий, Sasia ochracea
- Дятел-куцохвіст чорночубий, Hemicircus canente
- Дятел сіролобий, Yungipicus canicapillus
- Leiopicus mahrattensis
- Dendrocopos analis
- Dendrocopos atratus
- Дятел звичайний, Dendrocopos major
- Dryobates cathpharius
- Древняк смугастий, Blythipicus pyrrhotis
- Дзьобак індокитайський, Chrysocolaptes guttacristatus
- Ятла руда, Micropternus brachyurus
- Дятел-коротун чорний, Meiglyptes jugularis
- Дзекіль світлоголовий, Gecinulus grantia
- Дзекіль червоноголовий, Gecinulus viridis
- Дзьобак золотоспинний, Dinopium javanense
- Жовна мала, Picus chlorolophus
- Picus xanthopygaeus
- Picus rabieri
- Picus vittatus
- Жовна сива, Picus canus
- Picus erythropygius
- Жовна жовтогорла, Chrysophlegma flavinucha
- Торомба велика, Mulleripicus pulverulentus
- Dryocopus javensis

## Соколоподібні(Falconiformes)
Родина: Соколові (Falconidae)
- Сокіл-крихітка азійський, Polihierax insignis
- Сокіл-карлик червононогий, Microhierax caerulescens
- Сокіл-карлик строкатий, Microhierax melanoleucos
- Боривітер степовий, Falco naumanni (знищений)
- Боривітер звичайний, Falco tinnunculus
- Кібчик амурський, Falco amurensis
- Підсоколик малий, Falco columbarius
- Підсоколик великий, Falco subbuteo
- Підсоколик східний, Falco severus
- Сапсан, Falco peregrinus

## Папугоподібні(Psittaciformes)
Родина: Psittaculidae
- Папуга індійський, Psittacula eupatria
- Папуга сіроголовий, Psittacula finschii
- Папужець рожевоголовий, Psittacula roseata
- Папужець рожевоволий, Psittacula alexandri
- Кориліс індійський, Loriculus vernalis

## Горобцеподібні(Passeriformes)
Родина: Рогодзьобові (Eurylaimidae)
- Рогодзьоб червоночеревий, Cymbirhynchus macrorhynchos
- Рогодзьоб довгохвостий, Psarisomus dalhousiae
- Рогодзьоб синьокрилий, Serilophus lunatus
- Рогодзьоб пурпуровий, Eurylaimus javanicus
- Рогодзьоб бурий, Corydon sumatranus

Родина: Пітові (Pittidae)
- Піта вухата, Hydrornis phayrei
- Піта руда, Hydrornis oatesi
- Піта непальська, Hydrornis nipalensis
- Піта синьогуза, Hydrornis soror
- Піта синя, Hydrornis cyanea
- Піта зелена, Hydrornis elliotii
- Піта синьокрила, Pitta moluccensis
- Піта китайська, Pitta nympha
- Піта чорноголова, Pitta sordida

Родина: Личинкоїдові (Campephagidae)
- Личинкоїд малий, Pericrocotus cinnamomeus
- Личинкоїд сірощокий, Pericrocotus solaris
- Личинкоїд короткодзьобий, Pericrocotus brevirostris
- Личинкоїд китайський, Pericrocotus ethologus
- Личинкоїд пломенистий, Pericrocotus speciosus
- Личинкоїд сірий, Pericrocotus divaricatus
- Личинкоїд бурий, Pericrocotus cantonensis
- Личинкоїд рожевий, Pericrocotus roseus
- Шикачик великий, Coracina macei
- Шикачик чорнокрилий, Lalage melaschistos
- Шикачик садовий, Lalage polioptera

Родина: Віреонові (Vireonidae)
- Янчик рододендровий, Pteruthius aeralatus
- Янчик рудогорлий, Pteruthius melanotis
- Янчик тріскотливий, Pteruthius intermedius
- Югина зеленоспинна, Erpornis zantholeuca

Родина: Свистунові (Pachycephalidae)
- Свистун сірий, Pachycephala cinerea

Родина: Вивільгові (Oriolidae)
- Вивільга чорноголова, Oriolus chinensis
- Вивільга тонкодзьоба, Oriolus tenuirostris
- Вивільга східна, Oriolus xanthornus
- Вивільга червона, Oriolus traillii

Родина: Ланграйнові (Artamidae)
- Ланграйн пальмовий, Artamus fuscus

Родина: Вангові (Vangidae)
- Ванговець великий, Tephrodornis gularis
- Ванговець малий, Tephrodornis pondicerianus
- Личинколюб білокрилий, Hemipus picatus

Родина: Йорові (Aegithinidae)
- Йора чорнокрила, Aegithina tiphia
- Йора велика, Aegithina lafresnayei

Родина: Віялохвісткові (Rhipiduridae)
- Віялохвістка строката, Rhipidura javanica
- Віялохвістка білогорла, Rhipidura albicollis
- Віялохвістка білоброва, Rhipidura aureola

Родина: Дронгові (Dicruridae)
- Дронго чорний, Dicrurus macrocercus
- Дронго сірий, Dicrurus leucophaeus
- Дронго великодзьобий, Dicrurus annectens
- Дронго бронзовий, Dicrurus aeneus
- Дронго малий, Dicrurus remifer
- Дронго лірохвостий, Dicrurus hottentottus
- Дронго великий, Dicrurus paradiseus

Родина: Монархові (Monarchidae)
- Монаршик гіацинтовий, Hypothymis azurea
- Монарх-довгохвіст чорний, Terpsiphone atrocaudata
- Монарх-довгохвіст амурський, Terpsiphone incei
- Terpsiphone affinis

Родина: Сорокопудові (Laniidae)
- Сорокопуд тигровий, Lanius tigrinus
- Сорокопуд сибірський, Lanius cristatus
- Сорокопуд бірманський, Lanius collurioides
- Сорокопуд довгохвостий, Lanius schach
- Сорокопуд тибетський, Lanius tephronotus

Родина: Воронові (Corvidae)
- Сойка звичайна, Garrulus glandarius
- Кіта червонодзьоба, Urocissa erythrorhyncha
- Кіта білокрила, Urocissa whiteheadi
- Циса зелена, Cissa chinensis
- Циса східна, Cissa hypoleuca
- Вагабунда світлокрила, Dendrocitta vagabunda
- Вагабунда сіровола, Dendrocitta formosae
- Вагабунда чорна, Crypsirina temia
- Сорока колючохвоста, Temnurus temnurus (A)
- Сорока усурійська, Pica serica
- Ворона великодзьоба, Corvus macrorhynchos

Родина: Stenostiridae
- Віялохвістка жовточерева, Chelidorhynx hypoxanthus
- Канарниця сіроголова, Culicicapa ceylonensis

Родина: Синицеві (Paridae)
- Ремез вогнистоголовий, Cephalopyrus flammiceps (A)
- Синиця оливкова, Sylviparus modestus
- Синиця золоточуба, Melanochlora sultanea
- Синиця зеленоспинна, Parus monticolus
- Синиця південноазійська, Parus cinereus (A)
- Синиця далекосхідна, Parus minor (A)
- Синиця королівська, Machlolophus spilonotus

Родина: Жайворонкові (Alaudidae)
- Фірлюк яванський, Mirafra javanica
- Фірлюк китайський, Mirafra erythrocephala
- Жайворонок індійський, Alauda gulgula (A)

Родина: Тамікові (Cisticolidae)
- Кравчик довгохвостий, Orthotomus sutorius
- Кравчик чорноволий, Orthotomus atrogularis
- Prinia striata (A)
- Prinia rocki
- Принія бура, Prinia polychroa
- Принія білоброва, Prinia superciliaris
- Принія руда, Prinia rufescens
- Принія попеляста, Prinia hodgsonii
- Принія жовточерева, Prinia flaviventris
- Принія вохристобока, Prinia inornata
- Таміка віялохвоста, Cisticola juncidis
- Таміка золотоголова, Cisticola exilis

Родина: Очеретянкові (Acrocephalidae)
- Очеретянка товстодзьоба, Arundinax aedon
- Очеретянка чорноброва, Acrocephalus bistrigiceps
- Очеретянка тупокрила, Acrocephalus concinens
- Очеретянка маньчжурська, Acrocephalus tangorum
- Очеретянка східна, Acrocephalus orientalis
- Очеретянка південна, Acrocephalus stentoreus

Родина: Кобилочкові (Locustellidae)
- Матата болотяна, Megalurus palustris
- Кобилочка співоча, Helopsaltes certhiola
- Кобилочка плямиста, Locustella lanceolata
- Куцокрил сибірський, Locustella tacsanowskia
- Куцокрил тайговий, Locustella davidi
- Куцокрил малий, Locustella thoracica (A)
- Куцокрил іржастий, Locustella mandelli

Родина: Pnoepygidae
- Тимелія-куцохвіст мала, Pnoepyga pusilla

Родина: Ластівкові (Hirundinidae)
- Ластівка сіровола, Riparia chinensis
- Ластівка берегова, Riparia riparia (A)
- Ластівка бура, Ptyonoprogne concolor
- Ластівка сільська, Hirundo rustica
- Ластівка ниткохвоста, Hirundo smithii
- Ластівка південноазійська, Hirundo tahitica (A)
- Ластівка даурська, Cecropis daurica
- Ластівка синьоголова, Cecropis striolata
- Ластівка малазійська, Cecropis badia
- Ластівка міська, Delichon urbicum (A)
- Ластівка азійська, Delichon dasypus
- Ластівка непальська, Delichon nipalensis

Родина: Бюльбюлеві (Pycnonotidae)
- Бюльбюль чорноголовий, Brachypodius melanocephalos
- Бюльбюль чорночубий, Rubigula flaviventris
- Бюльбюль лаоський, Nok hualon (E)
- Бюльбюль-товстодзьоб чубатий, Spizixos canifrons
- Бюльбюль строкатий, Alcurus striatus
- Бюльбюль червоногузий, Pycnonotus jocosus
- Бюльбюль білогорлий, Pycnonotus xanthorrhous
- Бюльбюль китайський, Pycnonotus sinensis (A)
- Бюльбюль індокитайський, Pycnonotus aurigaster
- Бюльбюль золотогорлий, Pycnonotus finlaysoni
- Бюльбюль сосновий, Pycnonotus flavescens
- Бюльбюль широкобровий, Pycnonotus goiavier
- Бюльбюль таїландський, Pycnonotus conradi
- Бюльбюль-бородань великий, Alophoixus pallidus
- Оливник сіроокий, Iole propinqua
- Горована гімалайська, Hypsipetes leucocephalus
- Горована білоголова, Hypsipetes thompsoni (A)
- Оливник попелястий, Hemixos flavala
- Оливник каштановий, Hemixos castanonotus (A)
- Оливник гірський, Ixos mcclellandii

Родина: Вівчарикові (Phylloscopidae)
- Вівчарик жовтобровий, Phylloscopus sibilatrix (A)
- Вівчарик сірогорлий, Phylloscopus maculipennis
- Вівчарик золотосмугий, Phylloscopus pulcher
- Вівчарик лісовий, Phylloscopus inornatus
- Вівчарик алтайський, Phylloscopus humei
- Вівчарик юньнанський, Phylloscopus yunnanensis
- Вівчарик золотомушковий, Phylloscopus proregulus
- Вівчарик гансуйський, Phylloscopus kansuensis (A)
- Вівчарик товстодзьобий, Phylloscopus schwarzi
- Вівчарик монгольський, Phylloscopus armandii
- Вівчарик бурий, Phylloscopus fuscatus
- Вівчарик китайський, Phylloscopus subaffinis
- Вівчарик оливковий, Phylloscopus coronatus
- Скриточуб гімалайський, Phylloscopus intermedius
- Скриточуб сірощокий, Phylloscopus poliogenys
- Скриточуб сіроголовий, Phylloscopus tephrocephalus
- Скриточуб китайський, Phylloscopus valentini
- Скриточуб сичуанський, Phylloscopus omeiensis
- Скриточуб фуджіянський, Phylloscopus soror (A)
- Вівчарик зелений, Phylloscopus trochiloides
- Вівчарик амурський, Phyloscopus plumbeitarsus
- Вівчарик світлоногий, Phylloscopus tenellipes
- Вівчарик сахалінський, Phylloscopus borealoides (A)
- Вівчарик шелюговий, Phylloscopus borealis
- Скриточуб іржастоголовий, Phylloscopus castaniceps
- Вівчарик індокитайський, Phylloscopus calciatilis
- Вівчарик чорнобровий, Phylloscopus cantator
- Вівчарик в'єтнамський, Phylloscopus ricketti
- Вівчарик рододендровий, Phylloscopus reguloides
- Вівчарик широкобровий, Phylloscopus claudiae
- Вівчарик бамбуковий, Phylloscopus intensior

Родина: Cettiidae
- Очеретянка світлонога, Urosphena pallidipes
- Очеретянка-куцохвіст далекосхідна, Urosphena squameiceps
- Тезія жовтоброва, Tesia cyaniventer
- Тезія золотоголова, Tesia olivea
- Тезія червоноголова, Cettia castaneocoronata
- Війчик білобровий, Abroscopus superciliaris
- Війчик рудощокий, Abroscopus albogularis
- Війчик чорнощокий, Abroscopus schisticeps (A)
- Кравчик гірський, Phyllergates cuculatus
- Horornis canturians
- Очеретянка вохриста, Horornis fortipes
- Очеретянка непальська, Horornis flavolivacea

Родина: Ополовникові (Aegithalidae)
- Ополовник рудоголовий, Aegithalos concinnus

Родина: Суторові (Paradoxornithidae)
- Тимелія золотиста, Chrysomma sinense (A)
- Фульвета лаоська, Fulvetta danisi
- Фульвета чагарникова, Fulvetta manipurensis
- Сутора чорноборода, Psittiparus gularis
- Сутора рудоголова, Psittiparus bakeri
- Сутора чорнощока, Paradoxornis guttaticollis
- Сутора білогорла, Chleuasicus atrosuperciliaris
- Сутора сірощока, Suthora nipalensis
- Сутора золотиста, Suthora verreauxi
- Сутора мала, Neosuthora davidiana

Родина: Окулярникові (Zosteropidae)
- Стафіда західна, Staphida torqueola
- Югина вусата, Yuhina flavicollis
- Югина темнокрила, Yuhina gularis
- Югина мала, Yuhina nigrimenta
- Окулярник буробокий, Zosterops erythropleurus
- Окулярник південний, Zosterops palpebrosus
- Окулярник китайський, Zosterops simplex

Родина: Тимелієві (Timaliidae)
- Тимелія червоноголова, Timalia pileata
- Синчівка жовточерева, Mixornis gularis
- Синчівка світлоока, Mixornis kelleyi
- Тимелія-темнодзьоб золотиста, Cyanoderma chrysaeum
- Тимелія-темнодзьоб рудоголова, Cyanoderma ruficeps
- Cyanoderma ambiguum
- Тимелія-темнодзьоб рудолоба, Cyanoderma rufifrons
- Тимелія-криводзьоб бірманська, Pomatorhinus ochraceiceps
- Тимелія-криводзьоб маскова, Pomatorhinus ferruginosus
- Тимелія серподзьоба, Pomatorhinus superciliaris
- Тимелія-криводзьоб рудошия, Pomatorhinus ruficollis
- Тимелія-криводзьоб сивоголова, Pomatorhinus schisticeps
- Тимелія-криводзьоб велика, Erythrogenys hypoleucos
- Тимелія-криводзьоб рудобока, Erythrogenys gravivox
- Тимелія-темнодзьоб вохриста, Stachyris nigriceps
- Тимелія-темнодзьоб червоногруда, Stachyris strialata
- Тимелія-темнодзьоб лаоська, Stachyris herberti

Родина: Pellorneidae
- Тимелія червонолоба, Malacopteron cinereum
- Тимелія ясноока, Gampsorhynchus torquatus
- Альципа-крихітка жовтоброва, Schoeniparus cinereus
- Альципа-крихітка білоброва, Schoeniparus castaneceps
- Альципа рудовола, Schoeniparus rufogularis
- Альципа мала, Schoeniparus dubius
- Баблер рудоголовий, Pellorneum ruficeps
- Баблер білочеревий, Pellorneum albiventre
- Баблер вохристий, Pellorneum tickelli
- Турдинула світлоброва, Napothera epilepidota
- Баблер індокитайський, Napothera danjoui
- Тордина бура, Malacocincla abbotti
- Gypsophila annamensis
- Турдинула короткохвоста, Gypsophila brevicaudata

Родина: Alcippeidae
- Альципа сіроголова, Alcippe poioicephala
- Альципа юнанська, Alcippe fratercula
- Альципа чорноброва, Alcippe peracensis
- Альципа індокитайська, Alcippe grotei

Родина: Leiothrichidae
- Кутія гімалайська, Cutia nipalensis
- Кутія в'єтнамська, Cutia legalleni
- Чагарниця чубата, Garrulax leucolophus
- Чагарниця горжеткова, Garrulax monileger
- Чагарниця рудоголова, Garrulax strepitans
- Чагарниця чорноголова, Garrulax milleti
- Чагарниця темна, Garrulax castanotis
- Чагарниця смугастовола, Garrulax merulinus
- Гуамея світлоока, Garrulax canorus (A)
- Чагарниця в'єтнамська, Ianthocincla konkakinhensis
- Чагарниця пекторалова, Pterorhinus pectoralis
- Тимельовець китайський, Pterorhinus chinensis
- Тимельовець вохристобокий, Pterorhinus vassali
- Тимельовець бутанський, Pterorhinus gularis
- Чагарниця білоброва, Pterorhinus sannio
- Чагарниця оливкова, Trochalopteron melanostigma
- Чагарниця рудохвоста, Trochalopteron milnei
- Джоя білочерева, Heterophasia melanoleuca
- Джоя чорноголова, Heterophasia desgodinsi
- Сибія довгохвоста, Heterophasia picaoides
- Мезія сріблястощока, Leiothrix argentauris
- Мінла рудохвоста, Minla ignotincta
- Джоя рудоспинна, Leioptila annectens
- Мінла сіроголова, Liocichla ripponi
- Сибія чорноголова, Actinodura sodangorum
- Сибія бірманська, Actinodura ramsayi
- Сіва, Actinodura cyanouroptera
- Мінла рудоголова, Actinodura strigula

Родина: Повзикові (Sittidae)
- Повзик іржастий, Sitta castanea
- Повзик бірманський, Sitta neglecta
- Повзик тибетський, Sitta nagaensis
- Повзик гімалайський, Sitta himalayensis
- Повзик червонодзьобий, Sitta frontalis
- Повзик жовтодзьобий, Sitta solangiae
- Повзик-білозір, Sitta formosa

Родина: Підкоришникові (Certhiidae)
- Підкоришник маніпурський, Certhia manipurensis

Родина: Elachuridae
- Баблер-рихтарик плямистий, Elachura formosa

Родина: Пронуркові (Cinclidae)
- Пронурок бурий, Cinclus pallasii

Родина: Шпакові (Sturnidae)
- Майна золоточуба, Ampeliceps coronatus
- Gracula religiosa
- Шпак звичайний, Sturnus vulgaris (A)
- Шпак даурський, Agropsar sturninus (A)
- Шпак японський, Agropsar philippensis (A)
- Шпак чорношиїй, Gracupica nigricollis
- Шпак строкатий, Gracupica contra
- Шпачок китайський, Sturnia sinensis
- Шпачок сіроголовий, Sturnia malabarica
- Шпак червонодзьобий, Spodiopsar sericeus (A)
- Шпак сірий, Spodiopsar cineraceus (A)
- Майна індійська, Acridotheres tristis
- Майна бірманська, Acridotheres burmannicus
- Майна велика, Acridotheres grandis
- Майна чубата, Acridotheres cristatellus

Родина: Дроздові (Turdidae)
- Квічаль довгохвостий, Zoothera dixoni
- Квічаль довгодзьобий, Zoothera marginata
- Квічаль тайговий, Zoothera aurea
- Квічаль строкатий, Zoothera dauma
- Кохоа пурпуровий, Cochoa purpurea (A)
- Кохоа зелений, Cochoa viridis
- Квічаль сибірський, Geokichla sibirica
- Квічаль вогнистоголовий, Geokichla citrina
- Дрізд мандаринський, Turdus mandarinus
- Дрізд сірокрилий, Turdus boulboul (A)
- Дрізд білочеревий, Turdus cardis
- Дрізд сизий, Turdus hortulorum (A)
- Дрізд індокитайський, Turdus dissimilis (A)
- Дрізд буроголовий, Turdus feae
- Дрізд вузькобровий, Turdus obscurus
- Дрізд каштановий, Turdus rubrocanus

Родина: Мухоловкові (Muscicapidae)
- Мухоловка сибірська, Muscicapa sibirica
- Мухоловка руда, Muscicapa ferruginea
- Мухоловка бура, Muscicapa dauurica
- Мухоловка бамбукова, Muscicapa muttui (A)
- Мухоловка індокитайська, Muscicapa williamsoni  (A)
- Шама індійська, Copsychus saularis
- Шама білогуза, Copsychus malabaricus
- Мухоловка діамантова, Anthipes monileger
- Мухоловка малазійська, Anthipes solitaris
- Нільтава білохвоста, Leucoptilon concretum
- Нільтава темновола, Cyornis hainanus
- Нільтава лазурова, Cyornis unicolor
- Нільтава синьоголова, Cyornis rubeculoides (A)
- Нільтава таїландська, Cyornis whitei
- Нільтава індокитайська, Cyornis sumatrensis
- Джунглівниця північна, Cyornis brunneatus (A)
- Нільтава велика, Niltava grandis
- Нільтава мала, Niltava macgrigoriae
- Нільтава чорногорла, Niltava davidi
- Нільтава рудочерева, Niltava sundara
- Niltava oatesi
- Мухоловка синя, Cyanoptila cyanomelana
- Мухоловка маньчжурська, Cyanoptila cumatilis
- Мухоловка бірюзова, Eumyias thalassinus
- Алікорто малий, Brachypteryx leucophris
- Алікорто індиговий, Brachypteryx cruralis
- Соловейко-свистун, Larvivora sibilans
- Соловейко японський, Larvivora akahige (A)
- Соловейко синій, Larvivora cyane
- Горихвістка короткокрила, Luscinia phaenicuroides
- Синьошийка, Luscinia svecica
- Аренга велика, Myophonus caeruleus
- Вилохвістка білочуба, Enicurus leschenaulti
- Вилохвістка плямиста, Enicurus maculatus
- Вилохвістка маскова, Enicurus schistaceus
- Соловейко червоногорлий, Calliope calliope
- Соловейко біловусий, Calliope tschebaiewi (A)
- Підпаленик білохвостий, Myiomela leucura
- Підпаленик синьолобий, Cinclidium frontale
- Синьохвіст тайговий, Tarsiger cyanurus (A)
- Синьохвіст гімалайський, Tarsiger rufilatus
- Синьохвіст білобровий, Tarsiger indicus (A)
- Мухоловка даурська, Ficedula zanthopygia
- Мухоловка жовтоспинна, Ficedula narcissina (A)
- Мухоловка тайгова, Ficedula mugimaki
- Мухоловка соснова, Ficedula erithacus
- Мухоловка гімалайська, Ficedula tricolor
- Мухоловка білоброва, Ficedula hyperythra
- Нільтава-крихітка, Ficedula hodgsoni
- Мухоловка сірощока, Ficedula strophiata
- Мухоловка сапфірова, Ficedula sapphira
- Мухоловка широкоброва, Ficedula westermanni
- Мухоловка північна, Ficedula albicilla
- Горихвістка синьолоба, Phoenicurus frontalis
- Горихвістка сиза, Phoenicurus fuliginosus
- Горихвістка водяна, Phoenicurus leucocephalus
- Горихвістка чорна, Phoenicurus ochruros (A)
- Горихвістка сибірська, Phoenicurus auroreus
- Скеляр рудочеревий, Monticola rufiventris
- Скеляр білогорлий, Monticola gularis
- Скеляр синій, Monticola solitarius
- Saxicola maurus
- Saxicola stejnegeri
- Трав'янка чорна, Saxicola caprata
- Трав'янка строката, Saxicola jerdoni
- Трав'янка сіра, Saxicola ferreus

Родина: Квіткоїдові (Dicaeidae)
- Квіткоїд товстодзьобий, Dicaeum agile
- Квіткоїд смугастогрудий, Dicaeum chrysorrheum
- Квіткоїд жовточеревий, Dicaeum melanozanthum
- Квіткоїд індокитайський, Dicaeum minullum
- Квіткоїд червоноволий, Dicaeum ignipectus
- Квіткоїд червоний, Dicaeum cruentatum

Родина: Нектаркові (Nectariniidae)
- Саїманга червонощока, Chalcoparia singalensis
- Саїманга жовточерева, Anthreptes malacensis
- Нектаринка мангрова, Leptocoma brasiliana
- Маріка пурпурова, Cinnyris asiaticus
- Маріка жовточерева, Cinnyris jugularis
- Сіпарая чорногруда, Aethopyga saturata
- Сіпарая жовточерева, Aethopyga gouldiae
- Сіпарая непальська, Aethopyga nipalensis
- Сіпарая червона, Aethopyga siparaja
- Сіпарая хайнанська, Aethopyga christinae
- Нектарка смугастовола, Hypogramma hypogrammicum
- Павуколов малий, Arachnothera longirostra
- Павуколов смугастий, Arachnothera magna

Родина: Іренові (Irenidae)
- Ірена блакитна, Irena puella

Родина: Зеленчикові (Chloropseidae)
- Зеленчик синьокрилий, Chloropsis cochinchinensis
- Зеленчик золотолобий, Chloropsis aurifrons
- Зеленчик золоточеревий, Chloropsis hardwickii

Родина: Ткачикові (Ploceidae)
- Ткачик смугастий, Ploceus manyar
- Бая, Ploceus philippinus (A)
- Ткачик золоточеревий, Ploceus hypoxanthus

Родина: Астрильдові (Estrildidae)
- Бенгалик червоний, Amandava amandava (A)
- Папужник довгохвостий, Erythrura prasina
- Мунія гострохвоста, Lonchura striata
- Мунія іржаста, Lonchura punctulata
- Мунія чорноголова, Lonchura atricapilla

Родина: Горобцеві (Passeridae)
- Горобець хатній, Passer domesticus (I)
- Горобець рудий, Passer cinnamomeus
- Горобець оливковий, Passer flaveolus
- Горобець польовий, Passer montanus

Родина: Плискові (Motacillidae)
- Плиска деревна, Dendronanthus indicus
- Плиска гірська, Motacilla cinerea
- Плиска жовта, Motacilla flava (A)
- Плиска аляскинська, Motacilla tschutschensis
- Плиска жовтоголова, Motacilla citreola
- Плиска лаоська, Motacilla samveasnae
- Плиска біла, Motacilla alba
- Щеврик азійський, Anthus richardi
- Щеврик іржастий, Anthus rufulus
- Щеврик забайкальський, Anthus godlewskii (A)
- Щеврик рожевий, Anthus roseatus (A)
- Щеврик оливковий, Anthus hodgsoni
- Щеврик червоногрудий, Anthus cervinus
- Щеврик американський, Anthus rubescens (A)

Родина: В'юркові (Fringillidae)
- Коструба плямистокрила, Mycerobas melanozanthos
- Костар малий, Eophona migratoria (A)
- Костар великий, Eophona personata (A)
- Чечевиця звичайна, Carpodacus erythrinus
- Смеречник вогнистий, Carpodacus sipahi
- Зеленяк чорноголовий, Chloris ambigua (A)

Родина: Вівсянкові (Emberizidae)
- Вівсянка чубата, Emberiza lathami
- Вівсянка чорноголова, Emberiza melanocephala (A)
- Вівсянка сіроголова, Emberiza fucata
- Вівсянка лучна, Emberiza aureola
- Вівсянка-крихітка, Emberiza pusilla
- Вівсянка сибірська, Emberiza spodocephala
- Вівсянка руда, Emberiza rutila
- Вівсянка тайгова, Emberiza tristrami (A)